# Crotram

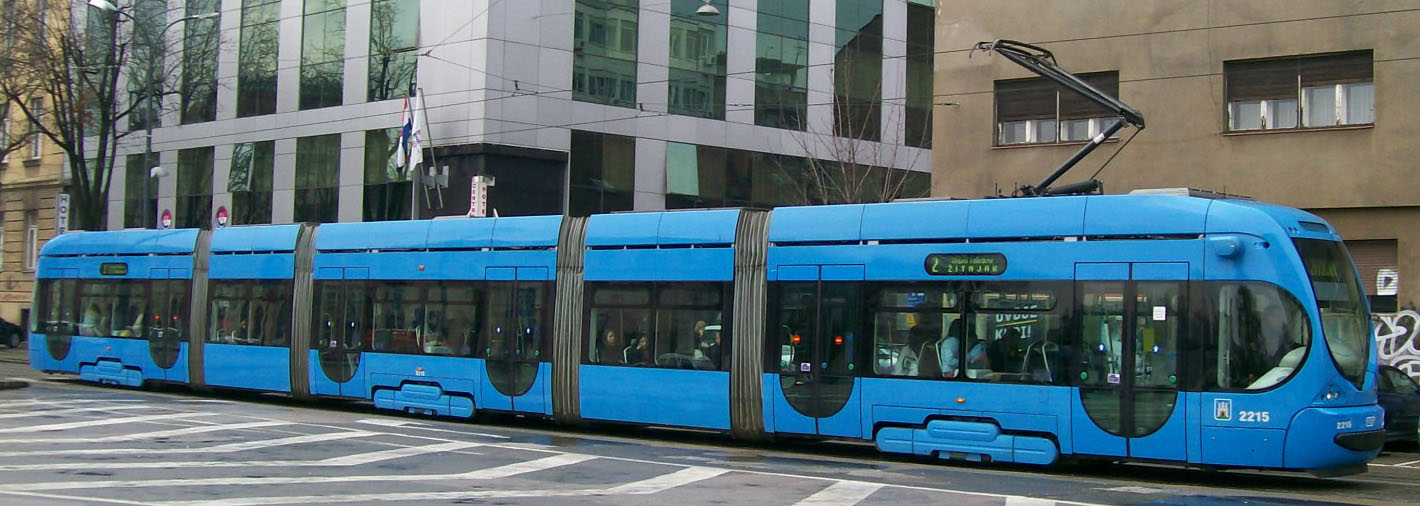
Widok ogólny wozu TMK 2200

Crotram – chorwackie konsorcjum produkujące tramwaje niskopodłogowe. W skład konsorcjum wchodzą Končar-Električna vozila i Tvornica željezničkih vozila „Gredelj”.
Tramwaje typu TMK 2200 produkowane przez CROTRAM mają 32 m długości, zabierają do 202 pasażerów i osiągają 70 km/h. Jedynym (stan z końca 2008) odbiorcą tramwajów jest przedsiębiorstwo komunikacyjne ZET w Zagrzebiu. Zakontraktowanych zostało 140 sztuk w dwóch przetargach po 70 szt. Konstrukcja tramwaju wykorzystuje ogólnie dostępną (niechronioną patentami) zasadę „krótkiego wagonu przegubowego”, zmodyfikowaną jednak w nowatorski sposób o człony wiszące.
W maju 2006 Končar wystartował w przetargu na dostawę 10 wagonów niskopodłogowych dla MPK-Łódź na potrzeby projektu Łódzki Tramwaj Regionalny.
Tramwaje TMK 2200 odbywały jazdy testowe np. w Sofii i Helsinkach.